# Furacão Roxanne
O Furacão Roxanne foi um ciclone tropical raro e errático que causou extensas inundações no México, devido ao seu movimento incomum. A décima sétima tempestade, o décimo furacão e o quinto e último grande furacão da muito ativa temporada de furacões no oceano Atlântico de 1995, Roxanne se desenvolveu no sudoeste do Mar do Caribe a partir de uma área de baixa pressão em 7 de outubro. A depressão curvou-se para o norte, evitando o desembarque na América Central. Em 9 de outubro, a depressão se intensificou o suficiente para ser elevada a Tempestade Tropical Roxanne. No dia seguinte, Roxanne virou para o oeste-norte, onde prontamente se intensificou em um furacão. À medida que Roxanne se dirigia geralmente para o oeste, ele começou a se aprofundar rapidamente e atingiu a intensidade da Categoria 3 em menos de 24 horas depois de se tornar um furacão. Pouco depois, Roxanne atingiu a costa perto de Cozumel, no México, em seu pico de intensidade, o que causou graves danos.
Roxanne enfraqueceu rapidamente ao atravessar a Península de Yucatán, e quando emergiu na Baía de Campeche em 12 de outubro, a tempestade era um furacão de categoria 1. Mais enfraquecimento ocorreu, e Roxanne foi rebaixada para uma tempestade tropical mais tarde naquele dia. Roxanne seguiu para o noroeste e eventualmente voltou a se intensificar em um furacão em 14 de outubro. Depois disso, Roxanne começou a vagar erraticamente no Golfo do México ; a tempestade virou abruptamente para sudeste e permaneceu quase estacionária na costa da Península de Yucatán. No dia seguinte, Roxanne curvou-se para noroeste e enfraqueceu de volta para uma tempestade tropical em 17 de outubro. Roxanne completou um ciclo ciclônico no Golfo do México em 18 de outubro. Mais enfraquecimento ocorreu, e Roxanne foi rebaixada para depressão tropical em 19 de outubro. Uma frente fria no Golfo do México virou Roxanne abruptamente para o sul, e a tempestade se dissipou perto da costa de Veracruz em 21 de outubro.
Roxanne foi o primeiro furacão de outubro que se formou e atingiu a intensidade da Categoria 3 na Escala de Furacões de Saffir-Simpson (SSHS) no oeste do Mar do Caribe desde o furacão Hattie em outubro de 1961. Devido ao seu movimento lento e errático, Roxanne deixou cair fortes chuvas em muitas áreas do sul do México, e algumas áreas relataram mais de 640 mm (25 in) de precipitação. Chuvas fortes, por sua vez, levaram a grandes inundações, que destruíram plantações, destruíram estradas e danificaram pelo menos 40 000 casas. Além disso, também ocorreram inundações costeiras significativas, já que a tempestade durante quase uma semana fez com que a água viajasse para o interior por centenas de metros. Ventos fortes também ocorreram na Península de Yucatán, com uma estação relatando ventos com força de furacão em 11 de outubro. No geral, estima-se que Roxanne causou danos de US$ 1,5 mil milhões (USD 1995), embora nem todos os danos pudessem ser distinguidos do furacão Opal. Além disso, foram notificadas 29 mortes.

## História meteorológica
Uma onda tropical saiu da costa oeste da África em 26 de setembro. Ele se moveu para o oeste, produzindo uma área de convecção, ou tempestades, sobre o Mar do Caribe central em 4 de outubro Dois dias depois, o sistema já tinha uma ampla circulação localizado entre a costa de Honduras e as Ilhas Cayman. Uma depressão de nível superior, deixada para trás após a saída do furacão Opal da região, interagia com a onda tropical e a circulação, que gradualmente se tornou mais organizada; as origens eram complexas, mas comuns para distúrbios no oeste do Caribe. Em 7 de outubro, características de bandas desenvolvidas dentro da convecção. No final daquele dia, o sistema se organizou o suficiente para que o Centro Nacional de Furacões (NHC) o designasse como Depressão Tropical Dezenove, localizada na ponta nordeste da Nicarágua. Um dia depois, os Hurricane Hunters confirmaram o desenvolvimento da circulação. Enquanto em seus estágios formativos, a depressão moveu-se para o norte, guiada por uma baixa de nível superior próxima, em meio a fracas correntes de direção causadas por uma crista subtropical sobre o sudoeste do Oceano Atlântico. No início de 9 de outubro, o NHC atualizou a depressão para tempestade tropical Roxanne.
Roxanne foi inicialmente afetada por ventos de norte, que deslocaram a circulação da convecção. À medida que a baixa de nível superior próximo se movia para a América Central, Roxanne foi capaz de se intensificar, desenvolvendo fluxo em toda a volta da tempestade. Inicialmente, a tempestade ameaçou o oeste de Cuba e as Ilhas Cayman, guiada por uma depressão fraca sobre a Flórida, que se deslocou para o leste e foi substituída por uma crista na área. Isso virou Roxanne para o oeste em direção à Península de Yucatán. Ao mesmo tempo em que girava, Roxanne desenvolveu um olho bem definido no centro de sua convecção. Às 06:00 UTC em 10 de outubro, a tempestade se intensificou até o status de furacão. Roxanne intensificou ainda mais, com base em relatórios dos Hurricane Hunters. No início de 11 de outubro, o NHC estimou ventos de pico em 185 km/h (115 mph); isso fez de Roxanne o primeiro furacão desde o furacão Hattie em 1961 a se desenvolver no oeste do Caribe e se intensificar para um grande furacão. Pouco depois de Roxanne atingir o pico de intensidade, o furacão atingiu o continente logo ao norte de Tulum, uma pequena cidade perto de Cozumel, no México.

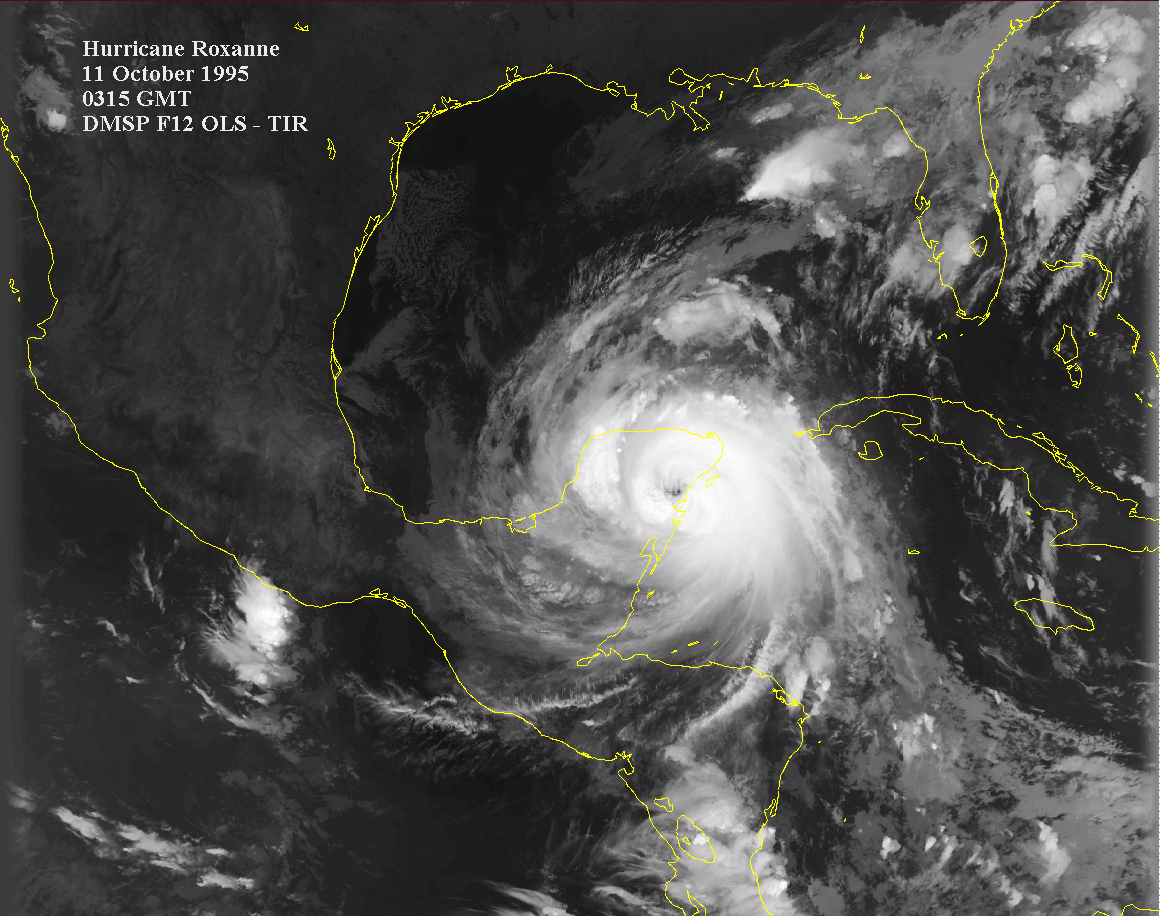
Roxanne aterrissando na Península de Yucatán

Movendo-se para o oeste através da Península de Yucatán, Roxanne enfraqueceu, mas manteve o status de furacão quando emergiu na Baía de Campeche em 12 de outubro. Embora a tempestade tenha permanecido bem organizada, ela perdeu a maior parte de sua convecção profunda e intensidade. A tempestade flutuou no corpo d'água, guiada por uma crista ao norte. Em 12 de outubro, Roxanne enfraqueceu para status de tempestade tropical. A tempestade continuou para noroeste e virou mais para o norte, guiada por uma frente fria. Roxanne desenvolveu novamente uma feição ocular, que se intensificou novamente para um furacão em 14 de outubro. O furacão virou para sudeste, depois que a frente fria contornou o sistema e o cume foi reconstruído. No dia seguinte, Roxanne parou na costa noroeste da Península de Yucatán. O ar mais seco, o vento cortante e a ressurgência fizeram com que o furacão se tornasse uma tempestade tropical. No final de 17 de outubro, a circulação tinha pouca convecção associada a ela. A tempestade moveu-se para noroeste por alguns dias, até que uma frente fria que se aproximava conduziu Roxanne para o sul em 19 de outubro; nessa época, Roxanne havia enfraquecido para o estado de depressão tropical. Em 21 de outubro, a circulação de Roxanne estava se dissipando à medida que se movia para a costa de Veracruz.

## Preparativos
No início da existência de Roxanne, seu movimento para o norte representava uma ameaça para o oeste do Caribe. Como resultado, o governo das Ilhas Cayman declarou um alerta de tempestade tropical para todas as ilhas em 9 de outubro. No mesmo dia, o governo de Cuba emitiu alerta de furacão e tempestade tropical para Pinar del Río e a Ilha da Juventude. Os avisos foram cancelados depois que a tempestade se afastou da área.
Partes do México ficaram sob vigilância e alertas de ciclones tropicais por dez dias. Em 9 de outubro, o governo do México aumentou a vigilância de furacões para as áreas costeiras entre Chetumal, Quintana Roo e Cabo Catoche. No início de 10 de outubro, um alerta de furacão foi declarado para áreas a oeste de Cabo Catoche para Progreso, Yucatán. À tarde, o alerta de furacão foi estendido para além de Progreso até Ciudad del Carmen, que foi atualizado para um alerta de furacão no dia seguinte. Um novo alerta de tempestade tropical foi emitido pelo governo de Belize naquela noite para áreas ao norte da cidade de Belize; no entanto, este aviso foi interrompido no início de 11 de outubro, pois o centro de Roxanne não deveria passar perto da área. Com Roxanne mantendo sua intensidade sobre o Yucatán, o governo mexicano emitiu um alerta de furacão de Coatzacoalcos para Tuxpan, já que a tempestade foi inicialmente projetada para ir mais para o oeste. Quando Roxanne estava dando uma volta no noroeste da península de Yucatán, um alerta de furacão foi emitido de Progreso a Tampico. Os últimos avisos foram rebaixados em 19 de outubro, quando Roxanne enfraqueceu para uma depressão tropical.
Na Península de Yucatán, milhares de residentes e turistas foram instados a evacuar as áreas costeiras. Na cidade de Cancún, cerca de 12.000 turistas e 3 900 residentes se mudaram para áreas mais seguras; no entanto, alguns se recusaram a sair e decidiram esperar a tempestade passar em hotéis. Em Cozumel, a maioria dos hóspedes do hotel decidiu enfrentar a tempestade em vez de evacuar. Lá, a maioria dos proprietários e empresas armazenavam todos os itens soltos dentro de casa e fechavam as janelas com tábuas. Um alerta de emergência foi emitido para centenas de pescadores na costa de Yucatán para que se mudassem para o porto imediatamente. No estado de Campeche, foram inaugurados 150 abrigos com capacidade para acomodar cerca de 15 mil pessoas. No entanto, mais de 20 000 pessoas buscaram refúgio da tempestade em todo o estado.

## Impacto

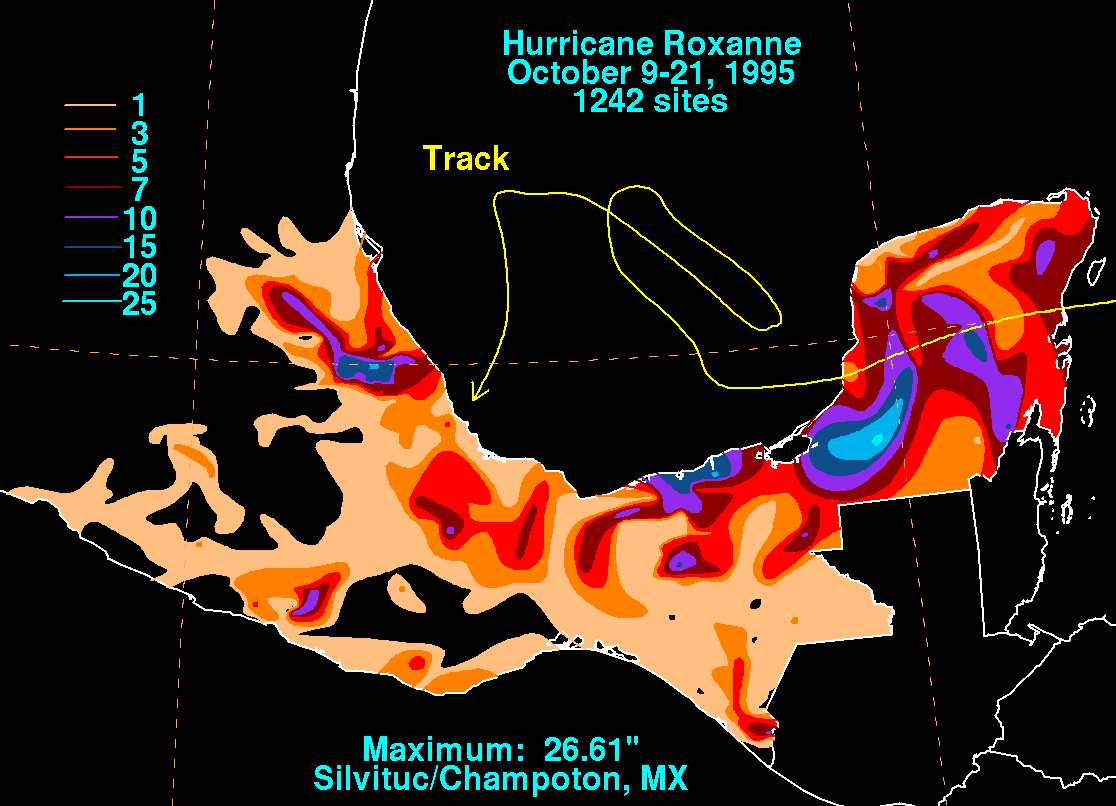
Roxanne Rainfall em todo o México

Roxanne afetou a península de Yucatán menos de duas semanas depois que o furacão Opal se formou na área. O dano combinado entre os dois furacões foi estimado em US $ 1,5 mil milhão. Pelo menos dois locais no México relataram ventos com força de furacão em Roxanne –Mérida, Yucatán e Paraíso, Tabasco. No local anterior, uma estação meteorológica automática registou uma rajada de vento de 202 km/h (126 mph) em 11 de outubro. Roxanne deixou cair chuvas fortes ao longo de seu caminho. Perto de Champotón, Campeche, um pluviômetro registou 676 mm (26.61 in) de precipitação, o total mais alto do país em relação a Roxanne. Locais em Veracruz e Tabasco também registaram mais de 510 mm (20 in) de chuva. Enquanto Roxanne se movia para a costa leste do México, produziu uma tempestade estimada de 10 ft (3.0 m). Ondas invadiram saguões de hotéis em Cancún e Cozumel. No Golfo do México, 15 to 20 ft (4.6 to 6.1 m) ondas atingiram a costa mexicana enquanto Roxanne se afastou da costa por alguns dias, empurrando a água centenas de metros para o interior. As ondas erodiram a porção oriental de Ciudad del Carmen, enquanto a porção ocidental da ilha ganhou areia.
Roxanne causou 29 mortes, com seis delas provenientes do naufrágio da barcaça torre do duto DLB 269 com 245 pessoas a bordo. Roxanne causou inundações generalizadas e danos à agricultura no leste do México, principalmente em Campeche, Tabasco, Veracruz. Ao longo da costa, ondas altas destruíram docas, barracas de pesca e redes, ao mesmo tempo que danificaram dezenas de barcos. Em todo o leste do México, Roxanne danificou mais de 40.000 casas. As colheitas foram destruídas, o gado afogou-se e as estradas foram destruídas ou bloqueadas por deslizamentos de terra. A estrada entre a cidade de Carmen e Campeche foi totalmente destruída. A chuva e a tempestade combinadas com o transbordamento dos rios causaram as piores enchentes em Campeche desde 1927. As enchentes danificaram o aqueduto de Ciudad del Carmen. Em todo o estado de Tabasco, quase metade das rodovias sofreu danos significativos. O governador Roberto Madrazo Pintado estimou que custaria cerca de US $ 60 milhões para repará-los.
Roxanne fez com que a estatal Pemex fechasse 90% de suas perfurações no Golfo do México durante sua passagem, bem como paralisou todos os embarques de três terminais de petróleo na região sudeste do golfo. Como resultado, o México perdeu milhões de dólares. A produção de petróleo caiu de 2,838 milhões de barris por dia em setembro para 1,976 milhão de barris por dia em outubro ou 30,4%. (Uma estimativa aproximada usando um preço médio do óleo bruto Maya em torno de $ 13,77/b, 30 dias em setembro e 862.000 barris por dia de produção perdida rende $ 356 milhões, o que em 2011 dólares equivale a cerca de $ 530 milhões.) A produção de petróleo não se recuperou completamente em novembro, então houve algumas perdas adicionais, mas voltou completamente em dezembro.

## Rescaldo
Devido à escala dos danos no México, a Organização Meteorológica Mundial retirou o nome Roxanne, e ele nunca mais será usado para um furacão no Atlântico. O nome foi substituído por Rebekah, que foi usado pela primeira vez em 2019.
O governo mexicano alocou 16 milhões de pesos para as pessoas afetadas por Roxanne, assim como 55 milhões de pesos para os pescadores.